# Poplar River (Oberer See)
Der Poplar River ist ein Zufluss des Oberen Sees im US-Bundesstaat Minnesota.
Der Poplar River hat seinen Ursprung nordöstlich des Oberen Sees im Fleck Lake. Dieser wird vom nördlich angrenzenden See Crescent Lake gespeist. Der Poplar River fließt in überwiegend südlicher Richtung durch den Kanadischen Schild im südwestlichen Teil des Cook County und mündet 2,5 km westlich von Lutsen in den Oberen See. Der Poplar River hat eine Länge von 34,9 km. Sein Einzugsgebiet umfasst 295,3 km².
Der Flussname (poplar englisch für Pappel) leitet sich von der Übersetzung des Ojibwe-Namens des Flusses ab.